# Nuevo Chespal
Nuevo Chespal är en ort i Mexiko.   Den ligger i kommunen Tapachula och delstaten Chiapas, i den sydöstra delen av landet, 900 km sydost om huvudstaden Mexico City. Nuevo Chespal ligger 936 meter över havet och antalet invånare är 708.
Terrängen runt Nuevo Chespal är kuperad åt sydväst, men åt nordost är den bergig. Runt Nuevo Chespal är det ganska tätbefolkat, med 179 invånare per kvadratkilometer. Närmaste större samhälle är Cacahoatán, 14,5 km söder om Nuevo Chespal. I omgivningarna runt Nuevo Chespal växer i huvudsak städsegrön lövskog.